# ベイビーフロート
ベイビーフロートは、かつて松竹芸能に所属していた日本のお笑いコンビ。2012年結成。2016年解散。

## メンバー
- にしやん（1985年6月4日 - ）北海道旭川市出身[1]。
  - ボケ担当。立ち位置左。
  - 体重135kg、身長175cm、血液型O型。
  - 小、中、高の教員免許を持つ[2]。
  - 現在はYouTuber「デカキン」として活動。
- 山崎ユタカ（やまざきゆたか、1983年9月7日 - ）長野県出身[3]。
  - ツッコミ担当。立ち位置右。
  - 体重75kg、身長180cm、血液型O型。
  - スポーツスタッキングでは元年代別日本記録保持者である[3]。
  - コンビ解散後はわっしー教授(鷲田豊明)と組み「ギリギリすれすれ」を結成[4]していた。現在は高橋洋平と「ハウメニピーポー」を組み活動。
  - 父はものまねタレントの「内気ひろし」[3]。

## 来歴
- 2012年2月1日：結成[5]。
- 2013年：お笑いガチンコバトルin 敦賀2013 で決勝進出を果たす。
- 2014年
  - プレミアお笑いライブ4DAYS！で優勝を果たす[2]。
  - 3月28日よりボケ担当のにしやんがYouTubeの動画投稿を始める[6]。
- 2015年：M-1グランプリ二回戦進出[5]。
- 2016年2月8日：解散を発表[7]。

## 出演
過去のプロフィールから引用。

### テレビ
- 爆笑トライアウト（山崎のみ）
- ぐるナイ
- 億万笑者
- 22時の魔女たち（山崎のみ）
- 芸人報道（山崎のみ）
- あらびき団（山崎のみ）
- 『ぷっ』すま
- どーもキニナル - 再現VTRで出演
- 笑っていいとも（山崎のみ）
- お笑い図鑑ハマヌキ
- 横濱編集局（山崎のみ）

### 舞台
- 東京ZOOM（山崎のみ）
- 解体OK
- sakura

### CM
- PlayStation Vita